# Sukree Etae
Sukree Etae (tiếng Thái: สุกรี อีแต; RTGS: Sukri I-tae, sinh ngày 22 tháng 1 năm 1986 ở Thái Lan) là một cầu thủ bóng đá từ Thái Lan. Anh đá ở vị trí tiền đạo.